# Spydeberg
Spydeberg war eine norwegische Kommune im Fylke Østfold. Der höchste Punkt ist Spydeberg varde, 258 moh. Spydeberg ging zum 1. Januar 2020 in die neu gegründete Kommune Indre Østfold über.

## Kultur
Spydeberg ist Gastgeber des Hyllifestivals. In Spydeberg gibt es ein neues Kulturhaus, ein Allzweckhaus, das neben Handballfeldern auch einen großen Schul- und Kulturteil beherbergt.
In Mariaholm befindet sich das katholische Konferenzzentrum Norwegens.

## Jahrtausendstätte
Die sogenannte Jahrtausendstätte, d. h. das markanteste Denkmal der Kommune, ist der Nespark, der frühere Heuerhof Nes unterhalb von Søndre Grini.
Der Nespark wurde am 31. Dezember 1999 eingeweiht. Am 17. Mai 2000 wurde ein Denkmal mit einem Speer enthüllt, das von Jens Bøhler nach einer Idee seines Sohnes Øystein geschaffen wurde. Es ist das gleiche Motiv einer Speerspitze wie im Kommunewappen.
Hylligrava ist eine etwa 4000 Jahre alte, aus großen, flachen Steinplatten errichtete Grabkiste.

## Söhne und Töchter der Kommune
- Henning Solberg
- Petter Solberg
- Ingjerd Schou
- John Unnerud